# خلیستوف (ناحیه ریخنوف ناد کنیژنوو)
خلیستوف (به چکی: Chlístov) یک منطقهٔ مسکونی در جمهوری چک است که در ناحیه ریخنوف ناد کنیژنوو واقع شده‌است.